# Kamil Šaško
Kamil Šaško (ur. 5 listopada 1985 w Popradzie) – słowacki polityk i ekonomista, w latach 2023–2024 wiceminister gospodarki, od 2024 minister zdrowia.

## Życiorys
Z wykształcenia ekonomista, absolwent London School of Business and Finance. Kształcił się również w zakresie zarządzania przedsiębiorstwem na University of Sussex. Pracował w sektorze bankowym, słowackim ministerstwie finansów oraz stałym przedstawicielstwie Słowacji przy Unii Europejskiej. Od 2020 był ekspertem do spraw regulacji i nadzoru w Narodowym Banku Słowacji.
Wszedł w skład kierownictwa ugrupowania Głos – Socjalna Demokracja. Z jego ramienia w 2023 uzyskał mandat deputowanego do Rady Narodowej. W październiku 2023 objął funkcję sekretarza stanu w resorcie gospodarki. W październiku 2024 zastąpił Zuzanę Dolinkovą na stanowisku ministra zdrowia w czwartym rządzie Roberta Ficy.